# Pollenia dasypoda
Pollenia dasypoda este o specie de muște din genul Pollenia, familia Calliphoridae, descrisă de Josef Aloizievitsch Portschinsky în anul 1881. Conform Catalogue of Life specia Pollenia dasypoda nu are subspecii cunoscute.